# Gáïos
Gáïos är en kommunhuvudort i Grekland.   Den ligger i prefekturen Nomós Kerkýras och regionen Joniska öarna, i den västra delen av landet, 300 km väster om huvudstaden Aten. Gáïos ligger 4 meter över havet och antalet invånare är 487. Den ligger på ön Paxós.
Terrängen runt Gáïos är platt åt sydost, men åt nordväst är den kuperad. Havet är nära Gáïos åt sydost.  Närmaste större samhälle är Agiá, 19,7 km nordost om Gáïos. 